# Université de médecine de la Volga
L'université de médecine de recherche de la Volga (russe : Приволжский исследовательский медицинский университет, autrefois: institut de médecine Kirov de Gorki, académie d'État de médecine de Nijni Novgorod) est un établissement d'enseignement supérieur de la médecine situé à Nijni Novgorod en Russie, fondé en 1920.

## Organisation
Le recteur est Nikolaï Kariakine succédant en 2018 à Boris Evguenievitch Chakhov, docteur ès sciences, qui avait été en poste de 2007 à 2017. 
Cette académie est également associée à de nombreux hôpitaux universitaires répartis dans toute la ville, où les étudiants acquièrent de nombreuses compétences cliniques de base. Il existe 70 départements spécialisés avec plus de 600 enseignants. Il compte environ 3 000 étudiants dans 7 facultés qui comprennent:
- faculté de médecine
- faculté de pédiatrie
- faculté de pharmacie
- faculté de médecine préventive
- faculté de stomatologie
- faculté d'enseignement supérieur des soins infirmiers
- faculté des cours préparatoires (cours pré-médicaux).

Le bâtiment administratif de l'université donne place Minine-et-Pojarski le long de la Volga avec son architecture néoclassique. La résidence universitaire est rue de la Médecine dans le quartier de l'Oka.

## Admissions des étrangers
Certains étudiants étrangers poursuivent leurs études en langue anglaise et d'autres en langue russe. Ceux qui étudient en anglais doivent apprendre aussi le russe pour communiquer dans la vie courante et communiquer avec les patients.   

## Faculté de médecine
La plupart des étudiants doivent d'abord passer une année de propédeutique, avant d'entamer leurs études de médecine qui durent six ans. La première année consiste en l'apprentissage des sciences médicales fondamentales, par exemple la biologie médicale, la biophysique, la chimie générale, la chimie organique, l'histoire de la médecine, l'anatomie humaine, etc. Les cours durent six ans.
L'enseignement clinique commence en troisième année avec des cycles. Les étudiants par rotation de quelques semaines suivent un enseignement clinique, comme la médecine interne, la chirurgie générale, les maladies infectieuses, la pédiatrie, l'obstétrique, la gynécologie, la neurologie, l'orthopédie, la radiologie, la santé publique, etc. Les classes pratiques ont lieu dans différents hôpitaux de Nijni Novgorod et de sa région.
Les diplômés reçoivent un premier diplôme professionnel qui est de docteur en médecine ou M.D. qui est un M.B.B.S. équivalent parce que les diplômés ont été formés dans le domaine de la médecine générale.

## Résidence universitaire et vie culturelle
La résidence est équipée d'une cantine et d'une cafétéria, ainsi que d'une cuisine avec provisions personnelles et d'une salle à manger à chaque étage.  

## Programmes post-diplômes
Les programmes supérieurs sont ouverts aux diplômés y compris étrangers. Ce sont la médecine interne (internat), la pédiatrie, la radiologie, la chirurgie générale, la  traumatologie, l'orthopédie, la chirurgie cardiovasculaire, les maladies infectieuses, la neurologie, la chirurgie pédiatrique  l'obstétrique et la gynécologie, l'épidémiologie, l'hygiène, la microbiologie, l'orthodontie, etc.